# William Stringfellow
Frank William Stringfellow (Johnston, 26 aprile 1928 – Block Island, 2 marzo 1985) è stato un teologo, avvocato, attivista protestante statunitense. È stato soprattutto attivo negli anni '60 e '70.

## Opere
- The Life of Worship and the Legal Profession, 1955.
- A Public and Private Faith, 1962.
- Instead of Death, 1963.
- My People Is the Enemy, 1964.
- Free in Obedience, 1964.
- Dissenter in a Great Society, 1966.
- The Bishop Pike Affair (con Anthony Towne) 1967.
- Count It All Joy, 1967.
- Imposters of God: Inquiries into Favorite Idols, 1969.
- A Second Birthday, 1970.
- Suspect Tenderness: The Ethics of the Berrigan Witness (con Anthony Towne), 1971.
- An Ethic for Christians and Other Aliens in a Strange Land, 1973.
- The Death and Life of Bishop Pike (con Anthony Towne), 1976.
- Conscience and Obedience, 1977.
- A Simplicity of Faith: My Experience in Mourning, 1982.
- The Politics of Spirituality, 1984.